# Tourisme en Turquie
La Turquie possède une très grande variété de destinations telles que des lieux historiques, des zones archéologiques mais aussi de très nombreuses stations balnéaires le long de la mer Méditerranée et de la mer Égée. Les nombreuses cultures que le pays a connues tout au long de son histoire et le climat très favorable donnent un atout majeur à la Turquie dans le tourisme. Plus de 39,2 millions de touristes étrangers ont visité la Turquie en 2013, la Turquie est la 6e destination mondiale.
Toutefois, après l'attentat du 10 octobre 2015 à Ankara, quinze pays ont émis des avis indiquant que le voyage en Turquie devrait être évité. Après une période plus calme, l'année 2018 a été une année record avec 46 112 592 personnes venues visiter la Turquie dont 39 488 401 sont des ressortissants étrangers.

## Sites touristiques par région

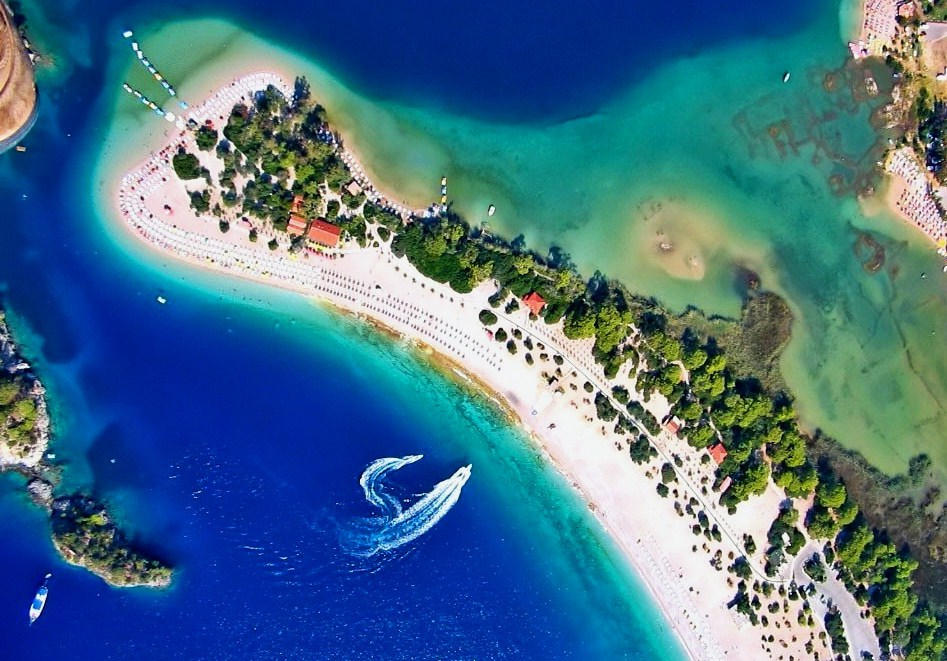
Une plage à Ölüdeniz
Musée de Sainte-Sophie (Ayasofya Müzesi), Istanbul
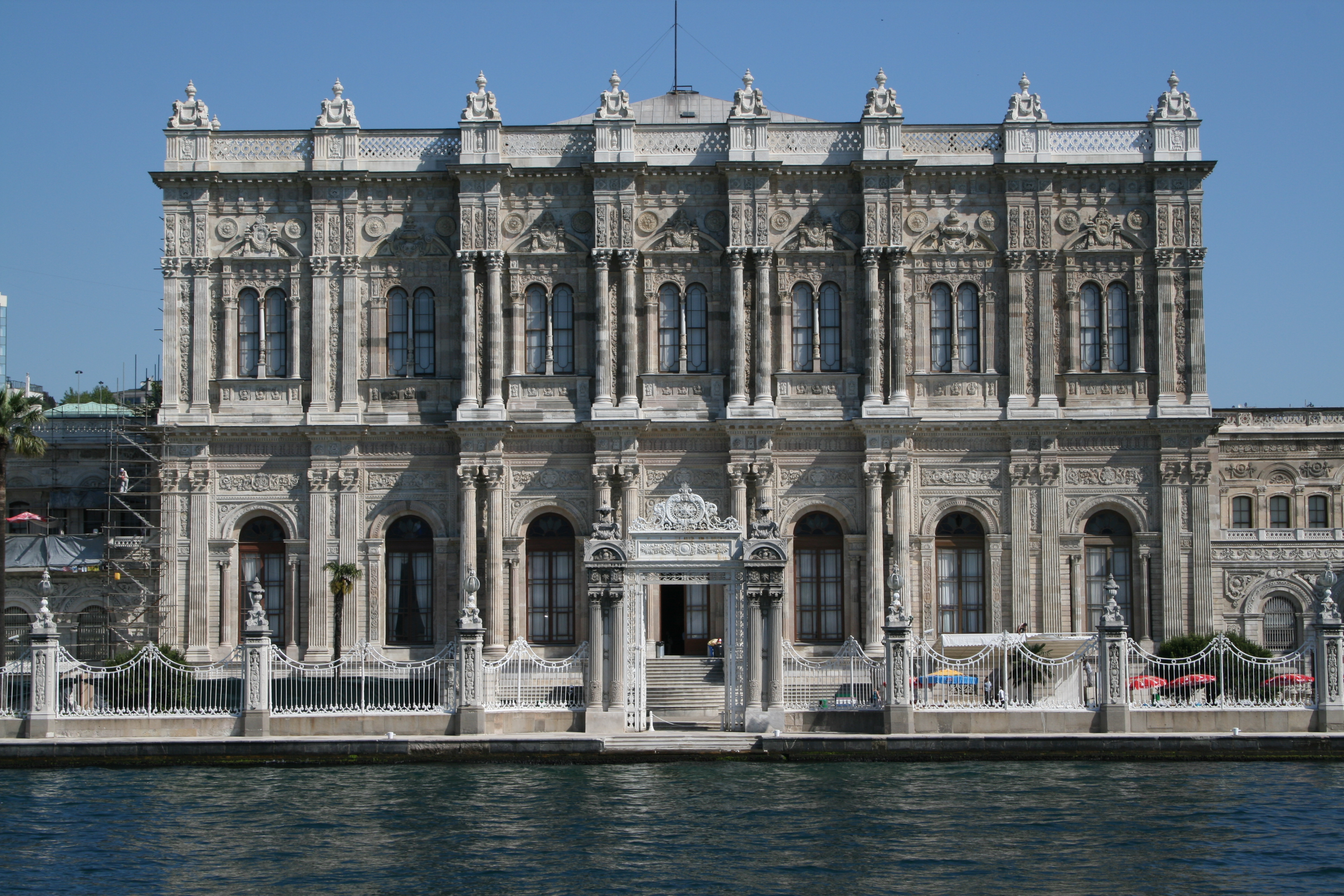
Palais de Dolmabahçe
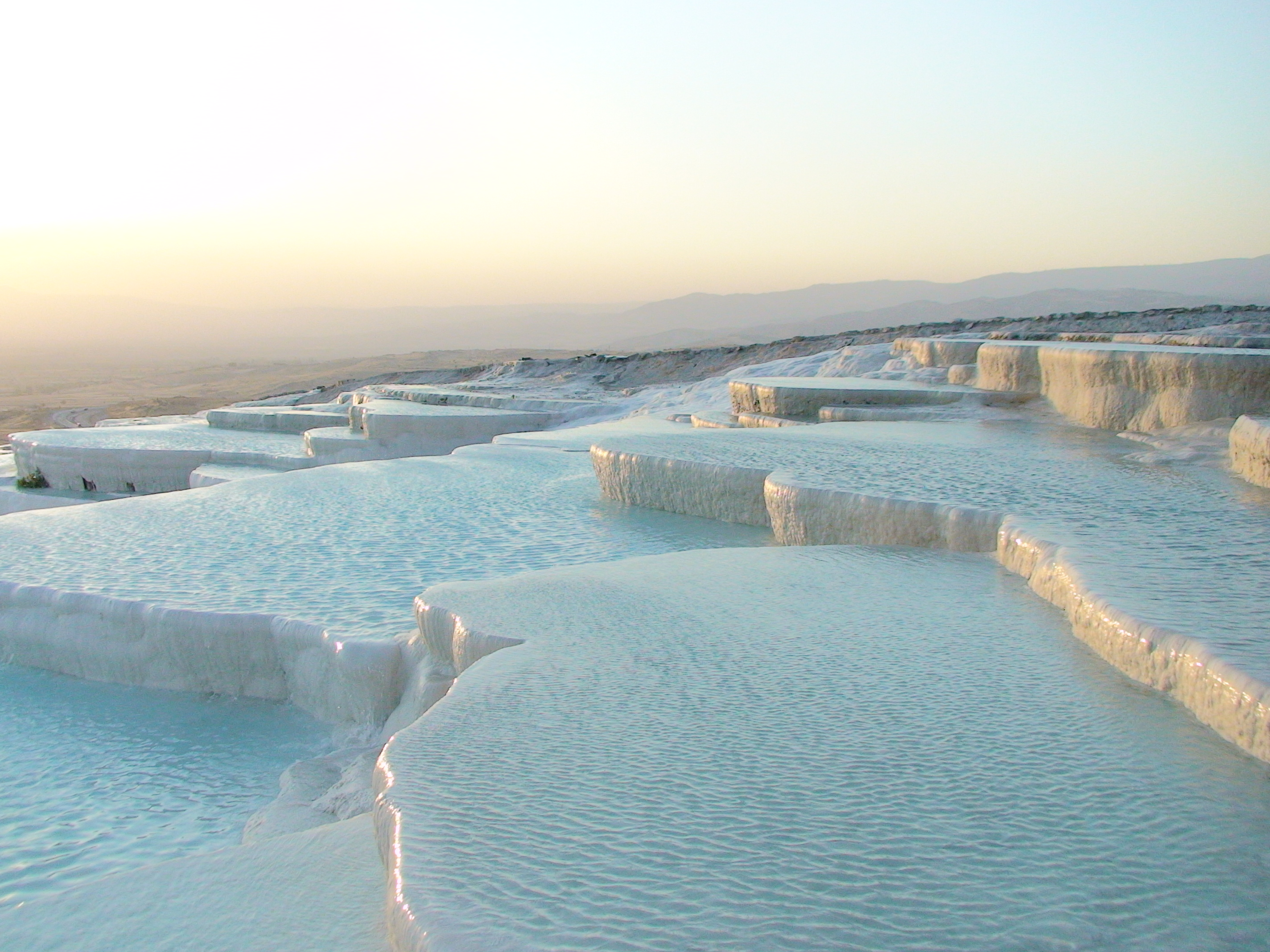
Pamukkale (Denizli (province)) : Patrimoine mondial de l'UNESCO
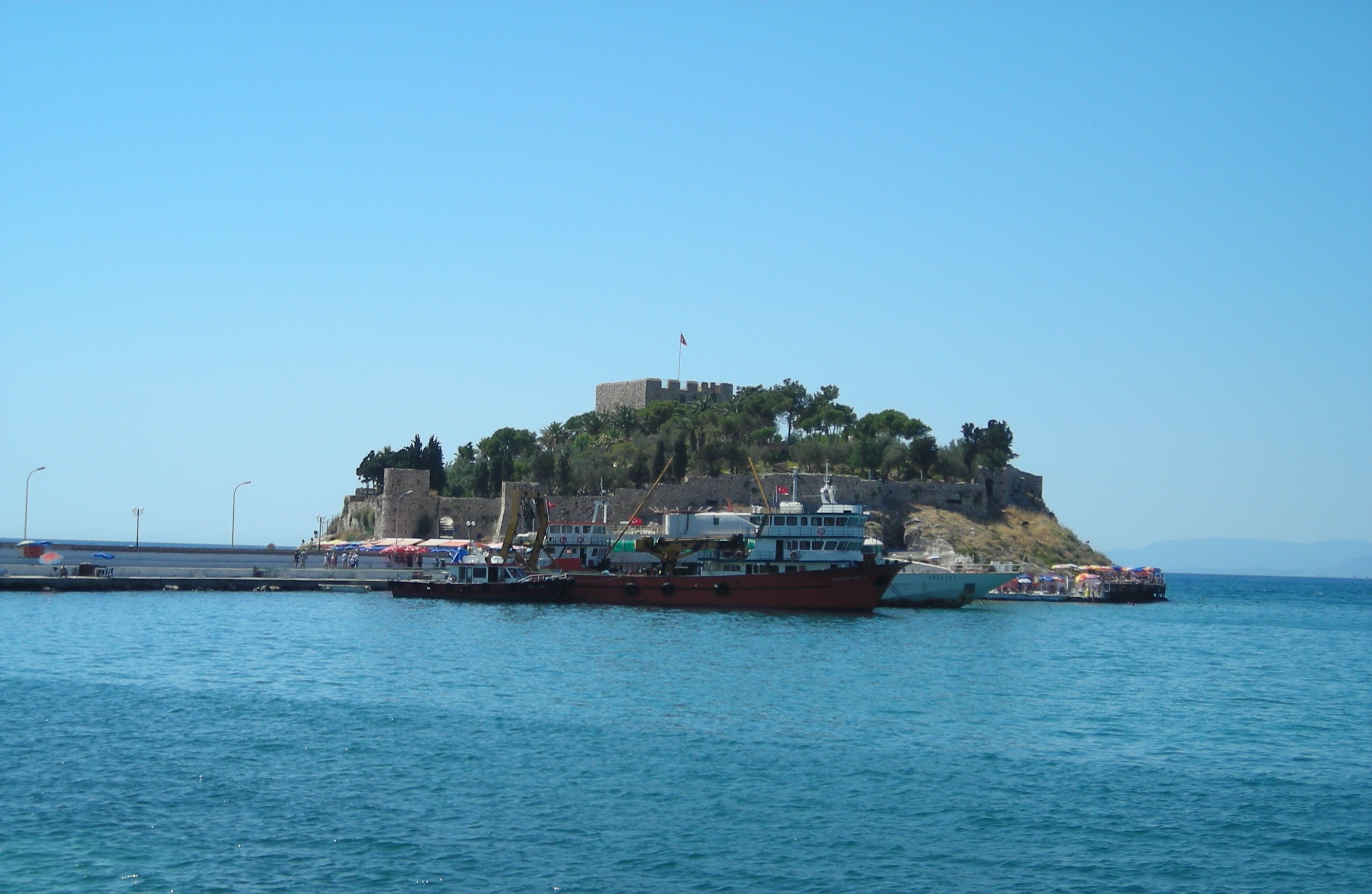
La forteresse de Kuşadası, Aydin
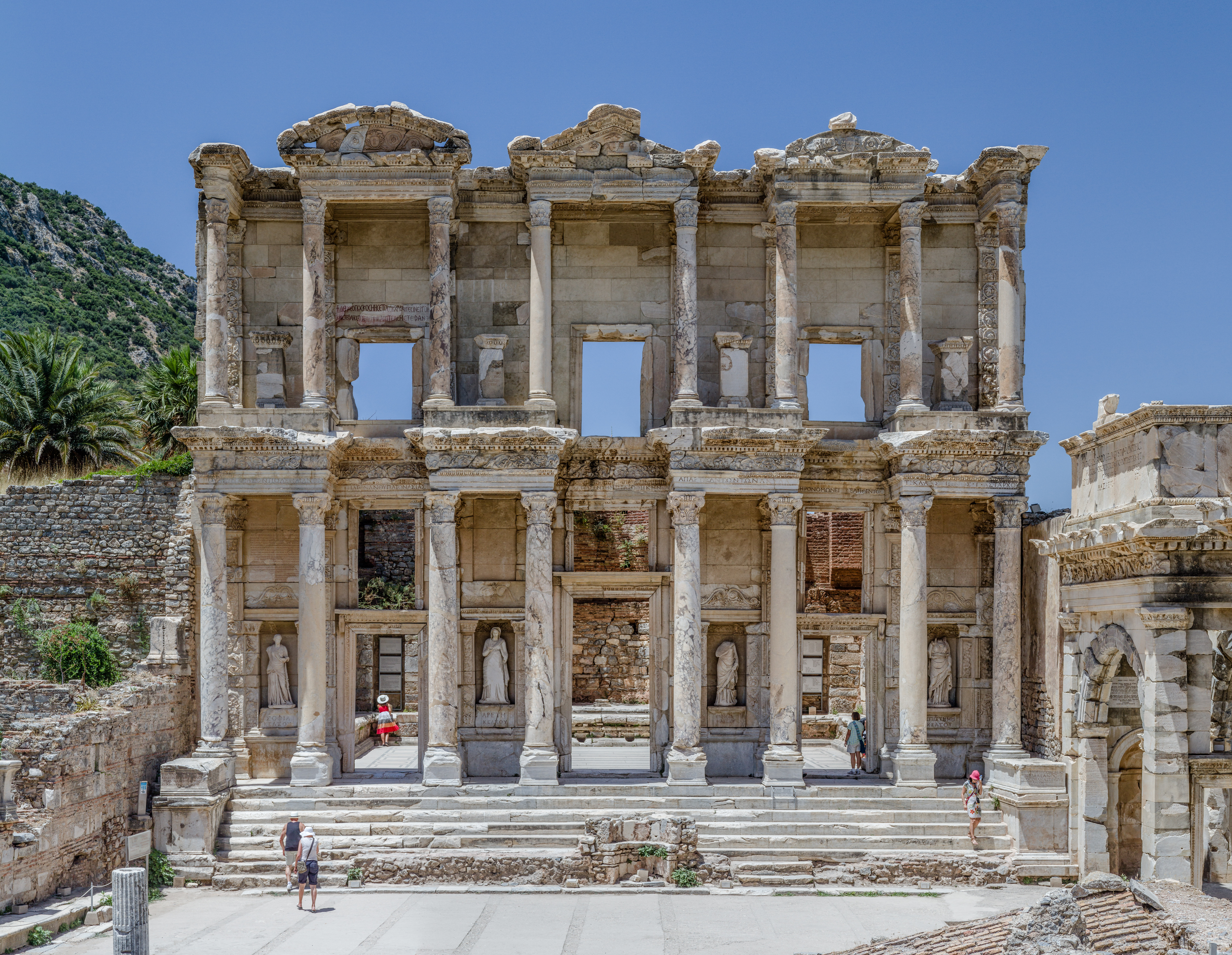
La façade de la Bibliothèque de Celsus dans l'ancienne cité grecque d'Éphèse à Izmir
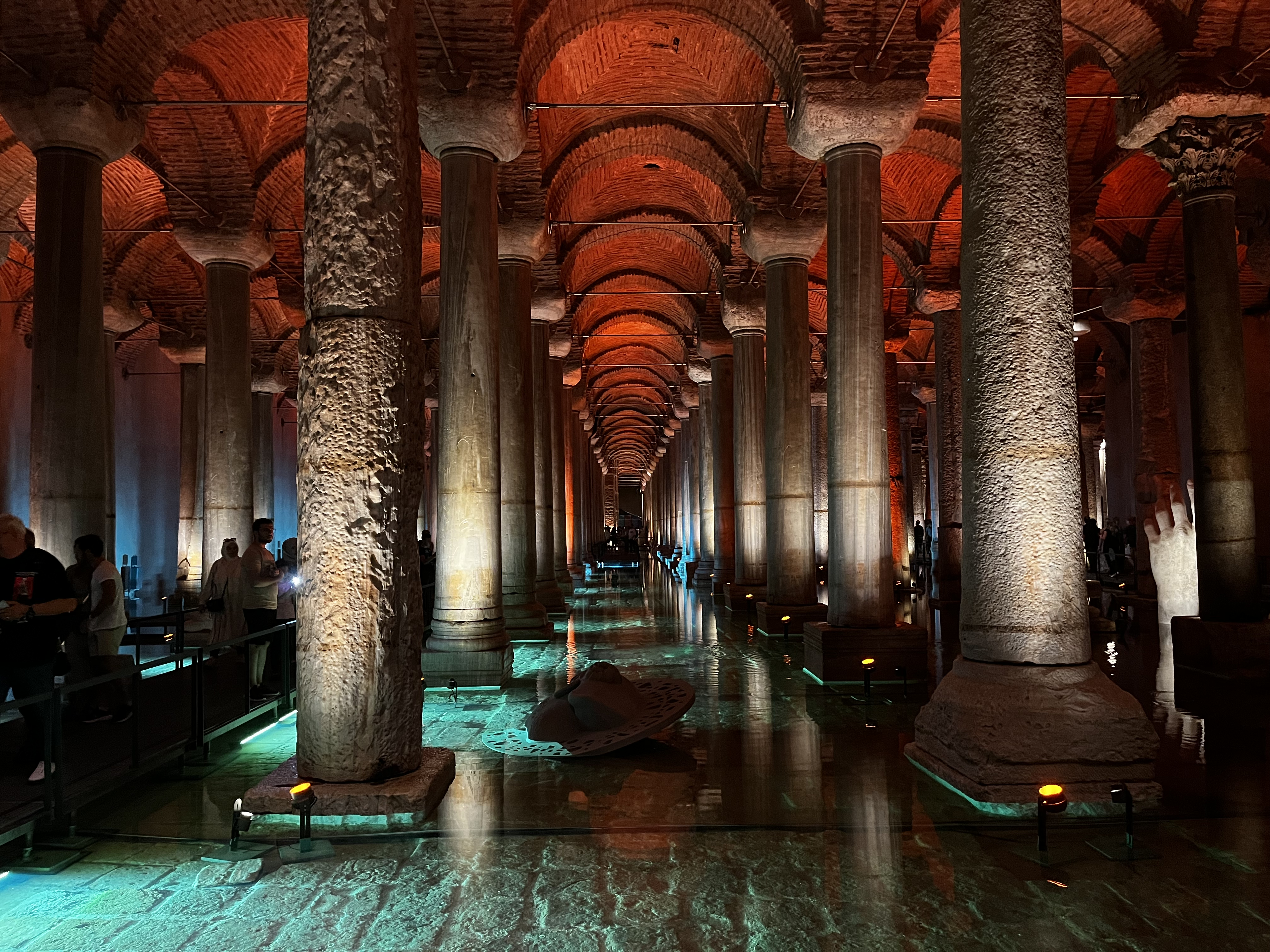
Citerne Basilique (Yerebatan Sarnıcı) (Istanbul)
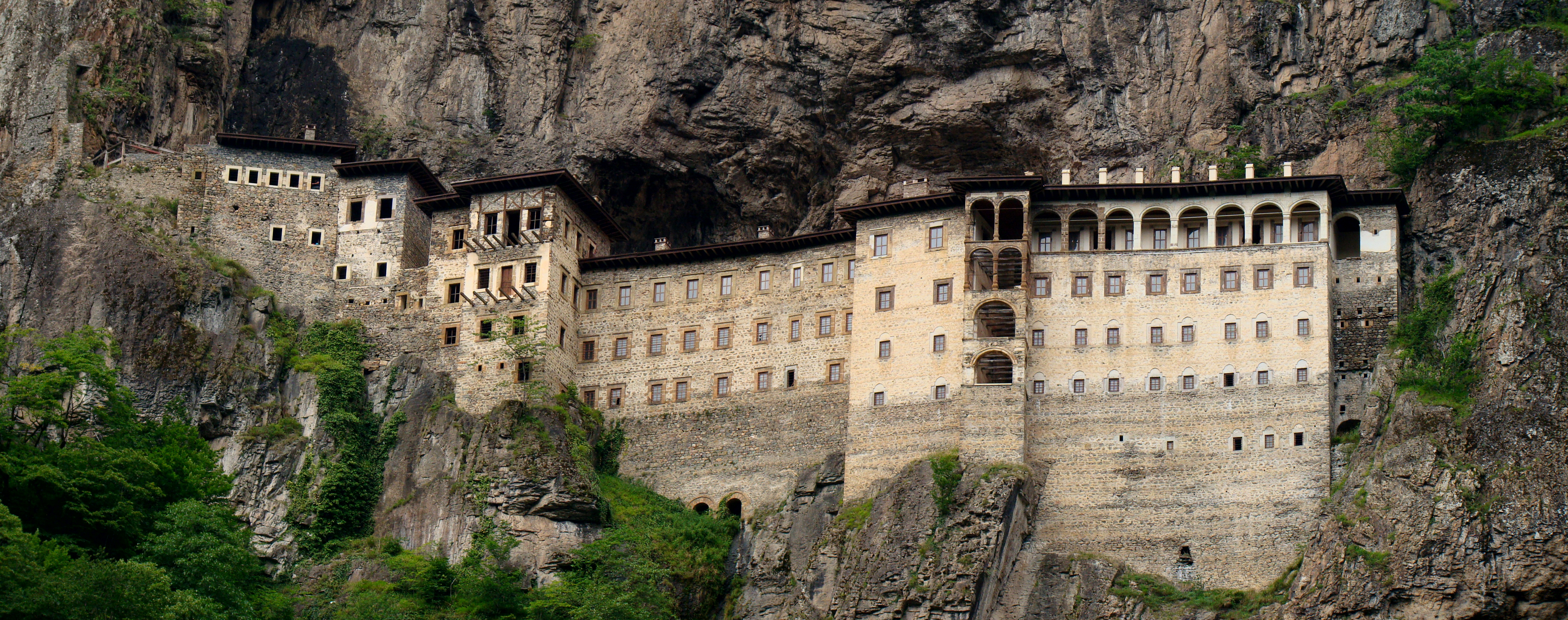
Monastère de Sumela
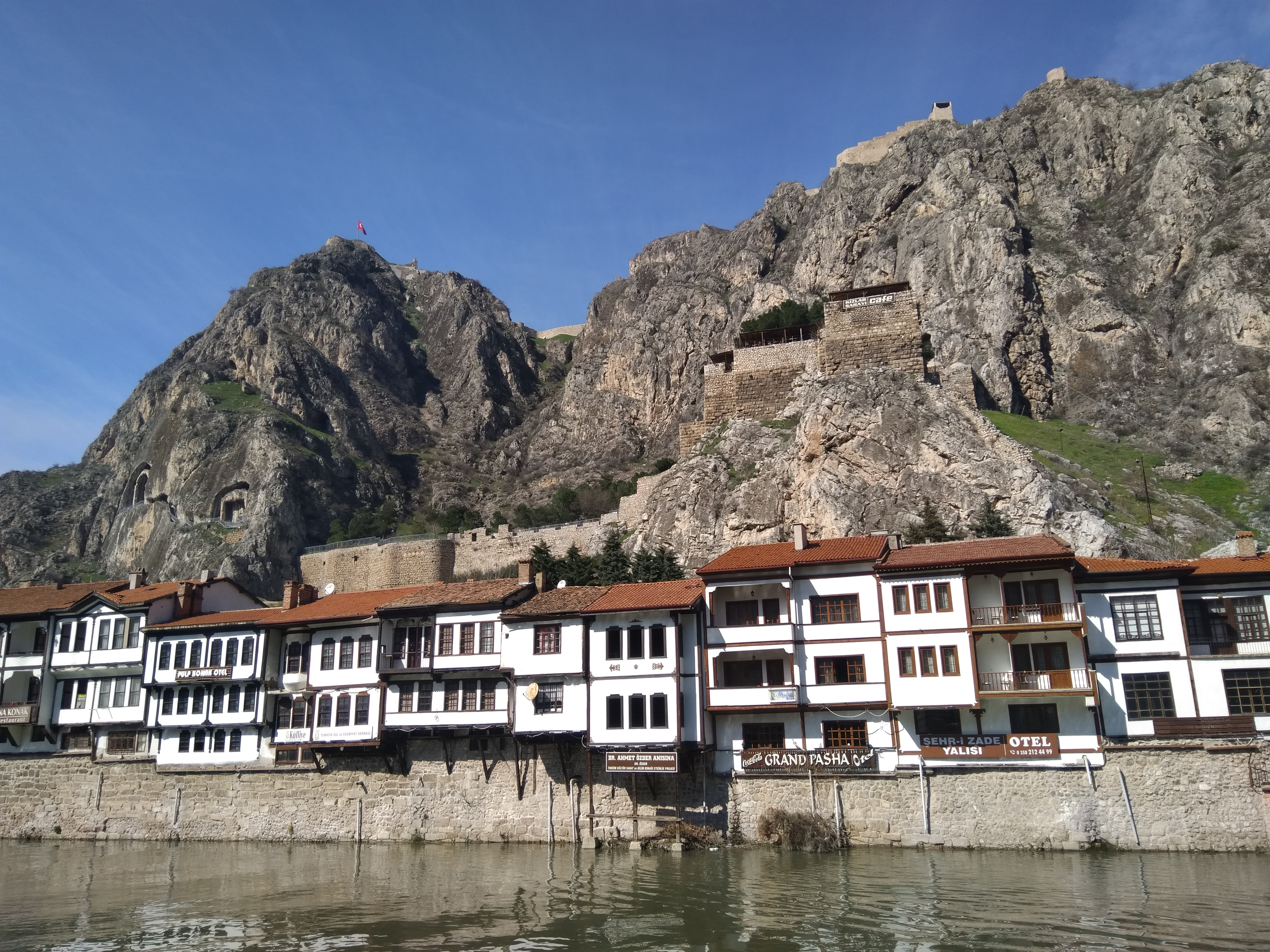
Amasya
Cheminées de fées en Cappadoce

### Région de Marmara
La région de Marmara comprend les provinces de : 
Edirne, Kırklareli, Tekirdag, Istanbul, Çanakkale, Kocaeli, Yalova, Balıkesir, Bilecik, Bursa, Sakarya,
- Sites touristiques de la province de Bursa (en)
- Attractions touristiques de la province d'Edirne (en)

#### Istanbul

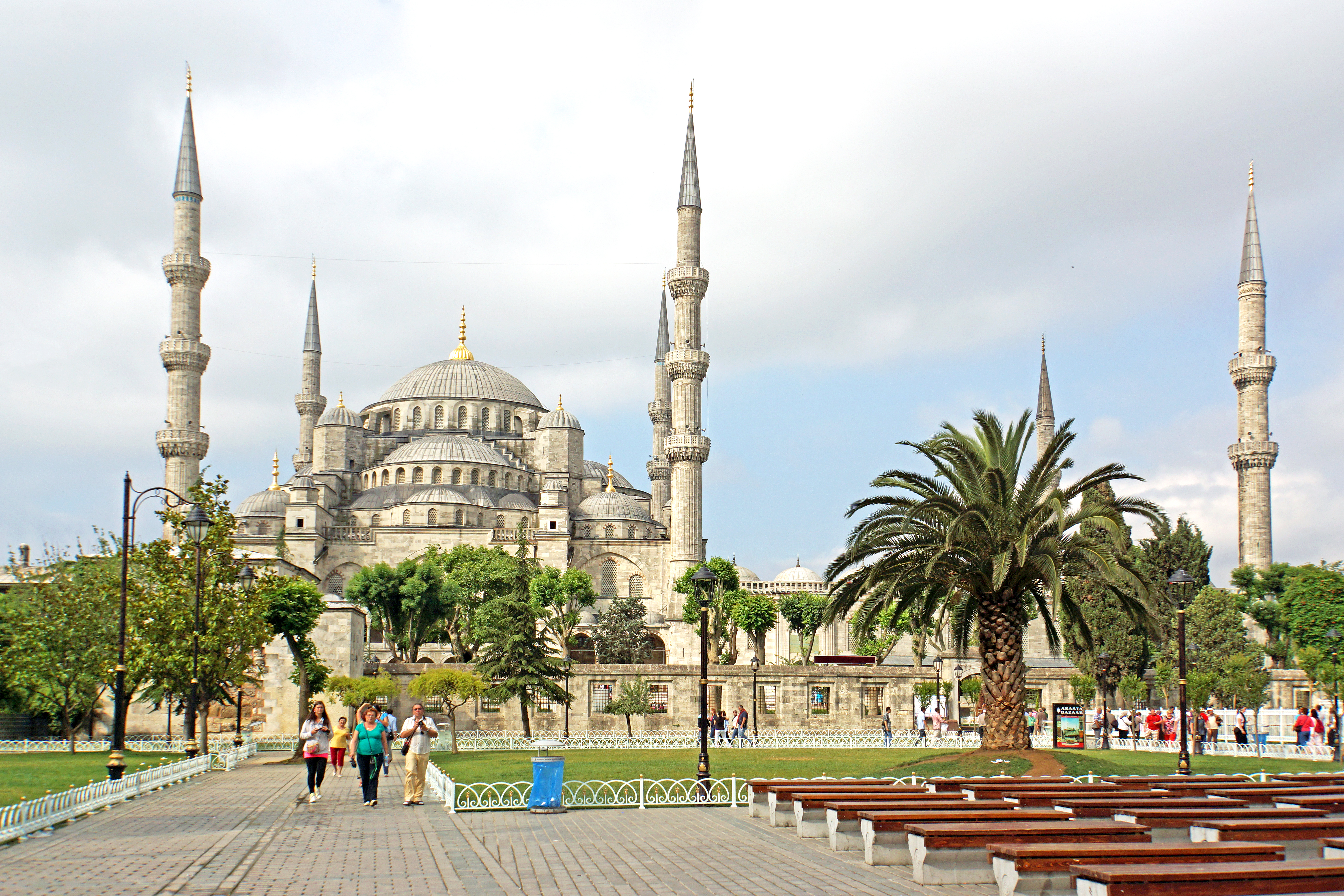
La Mosquée Bleue, un exemple de l'architecture ottomane

Istanbul est la ville la plus visitée de Turquie avec plus de 10,37 millions de touristes en 2013. Séparée en deux par le détroit du Bosphore, Istanbul est la seule ville au monde bâtie à la charnière de deux continents. Ayant été capitale de l'empire Byzantin puis de l'empire Ottoman, les constructions historiques y sont particulièrement importantes parmi lesquelles on peut trouver la Mosquée bleue, Sainte-Sophie, le Palais de Dolmabahçe, le Palais de Topkapı, la Citerne Basilique, le Grand bazar d’Istanbul, le  Pera Palas, la Mosquée Süleymaniye, l'Hippodrome de Constantinople.
La ville a également été choisie comme capitale culturelle de l'Europe pour 2010.
- Citernes de Constantinople
- Centres d'intérêt touristique à Istanbul (en)

### Région de l'Anatolie centrale
La région de l'Anatolie centrale correspond aux provinces de : Aksaray, Ankara, Çankırı, Eskişehir, Karaman, Kayseri, Kırıkkale, Kırşehir, Konya, Nevşehir, Niğde, Sivas, Yozgat.
- Sites touristiques de la province d'Ankara (en)
- Sites touristiques à Ankara (en)
- Sites touristiques de la province d'Erzurum (en)

La Cappadoce est une des images les plus exploitées de la Turquie touristique, bien qu’elle soit encore peu visitée en raison de sa situation à plusieurs centaines de kilomètres des grandes concentrations touristiques. C’est d’ailleurs ce qui la protège car la région est toute petite et très vulnérable. Connue pour ses paysages pittoresques résultant du volcanisme et de l'érosion, pour ses églises rupestres ornées de fresques, ainsi que pour ses  habitations troglodytiques et ses cités souterraines, cette région de l'Anatolie centrale a hébergé depuis des milliers d'années diverses civilisations différentes.

### Région égéenne et méditerranéenne

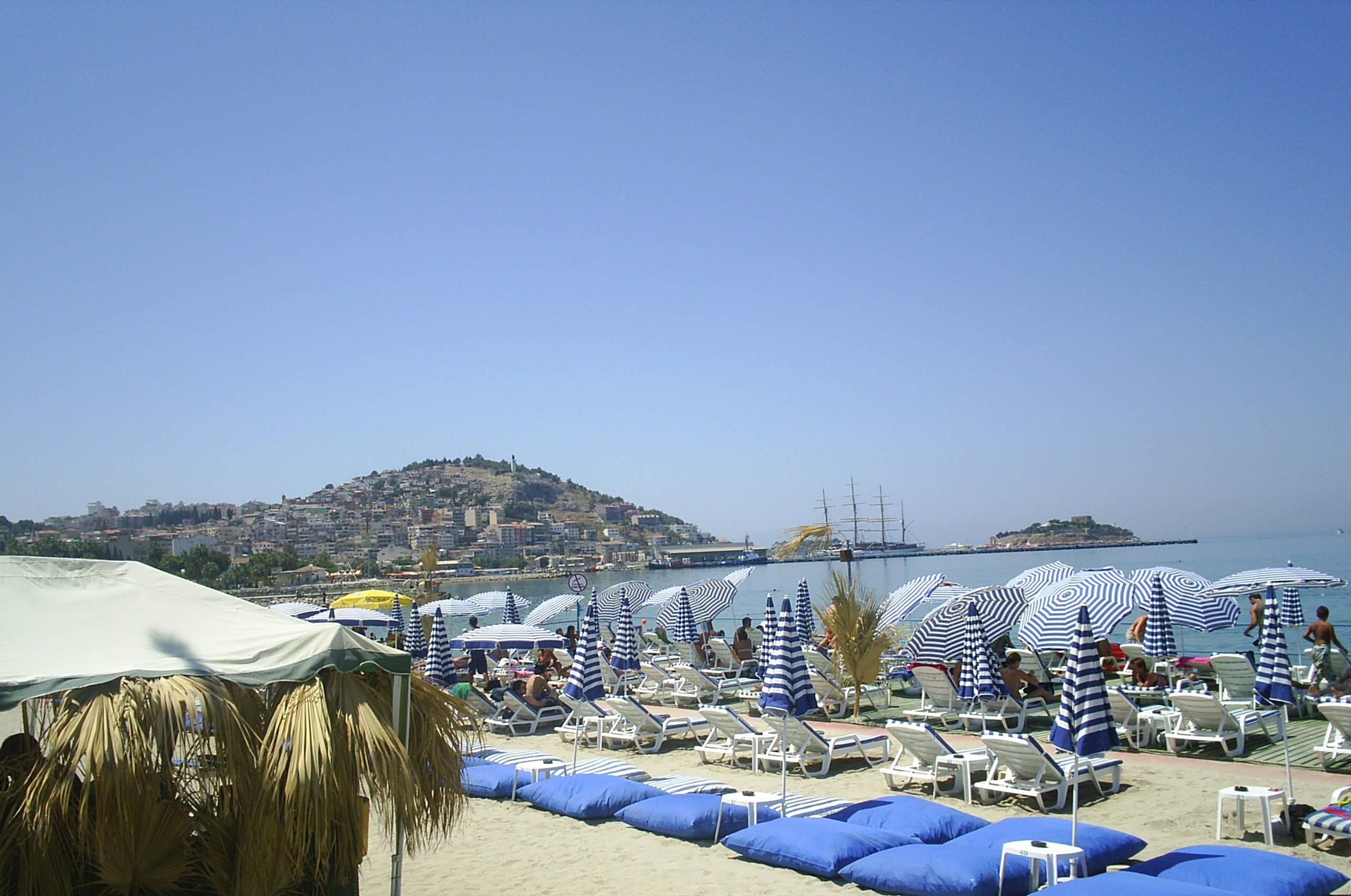
Une plage située à Kuşadası

La région Égéenne (Sud-Ouest) se compose des provinces de : Afyon, Aydın, Denizli, İzmir, Kütahya, Manisa, Muğla, Uşak.
- Sites touristiques de la province d'Afyonkarahisar (en)
- Sites touristiques de la province de Denizli (en)
- Sites touristiques de la province d'Izmir (en)

La région méditerranéenne (Sud) se compose des provinces de : Adana, Antalya, Burdur, Hatay, Isparta, Mersin, Kahramanmaraş, Osmaniye.
- Riviera turque ou Côte turquoise
- Sites touristiques de la province d'Adana (en)
- Sites touristiques de la province d'Antalya (en)
- Sites touristiques de la province de Mersin (en)
- Sites touristiques de la province d'Osmaniye (en)

C'est dans le sud de la Turquie que le tourisme balnéaire est le plus répandu. Cette zone bénéficie d'un climat méditerranéen, les hivers sont doux tandis que l'été la température peut monter jusqu'à 40 degrés. La ville d'Antalya est reconnue comme la capitale touristique de la côte méditerranéenne avec ses nombreuses plages. Il existe également de très nombreux monuments historiques ainsi que certains sites archéologiques tels qu'Ephèse, l'une des plus anciennes et des plus importantes cités grecques d'Asie Mineure, située dans la ville d'Izmir.

### Région de l'Anatolie orientale
La région de l'Anatolie orientale comprend les provinces de : Ağrı, Ardahan, Bingöl, Bitlis, Elazığ, Erzincan, Erzurum, Hakkari, Iğdır, Kars, Malatya, Muş, Tunceli, Van.
- Sites touristiques de la province de Kars (en)

### Région de l'Anatolie du sud-est
La région de l'Anatolie du Sud-Est se compose des provinces de : Adıyaman, Batman, Diyarbakır, Gaziantep, Kilis, Mardin, Şanlıurfa, Siirt, Şırnak.

### Région de la mer Noire
La région de la mer Noire se compose des provinces de :
- Amasya, Artvin, Bartın, Bayburt, Bolu, Çorum, Düzce, Giresun, Gümüşhane, Karabük, Kastamonu, Ordu, Rize, Samsun, Sinop, Tokat, Trabzon, Zonguldak.
- Sites touristiques de la province de Trabzon (en)

Le littoral de la mer Noire possède un climat plus doux et est plus apprécié pour ceux qui craignent les chaleurs de la Méditerranée. De grands complexes touristiques sont également présents dans cette zone. Parmi les atouts, on compte une culture originale, mélange d’influences turque, géorgienne, grecque et arménienne (c’est le pays des Lazes) et des paysages verdoyants que l’on ne s’attend pas à trouver en Turquie. C’est le seul endroit d’Europe où l’on cultive le thé.
Cette région connait un climat océanique dégradé, marqué par un écart thermique croissant entre l'hiver et l'été, avec de possibles vagues de froid et canicules importantes en raison des montagnes et de la proximité avec la Russie.

## Statistique du tourisme en Turquie
Avec 39,2 millions d'entrées, la Turquie se classe à la 6e place des destinations touristiques mondiales en 2013. L'Allemagne est le premier pourvoyeur de touristes de la Turquie (15 % des entrées) suivie par la Russie (11 %), l'Angleterre (9 %), l'Iran (7 %) et la Bulgarie (5 %). L'origine des touristes a beaucoup varié au cours de la dernière décennie. En 2000, l'Europe représentait 68 % des touristes contre 59 % en 2010. Même  tendance pour le continent américain qui voit sa part de touristes passer de 6 % à 3 % sur la même période. À l'inverse, les pays de la CEI (13 % en 2000, 21 % en 2010) et d'Asie (11 % en 2000, 15 % en 2010) voient leur part augmenter. La Turquie envisage d'accueillir 66 millions de touristes en 2020
La Turquie augmente ses parts de marché en développant ses capacités d'accueil et en diversifiant son offre touristique. Les thématiques développées sont le tourisme de montagne (villégiature, randonnée, ski, grottes), la nature (botanique, observation des oiseaux, chasse), le golf, les marinas, la route de la soie, les sports aériens (saut en parachute, montgolfière, planeur), le rafting, le tourisme de congrès, le tourisme religieux et la plongée.
Le tableau suivant indique le nombre de touristes par année (en millions).
| 1998 | 1999 | 2000 | 2001 | 2002 | 2003 | 2004 | 2005 | 2006 | 2007 | 2008 | 2009 | 2011 | 2014 | 2016   | 2018  |
| ---- | ---- | ---- | ---- | ---- | ---- | ---- | ---- | ---- | ---- | ---- | ---- | ---- | ---- | ------ | ----- |
| 9,75 | 7,46 | 8    | 10,4 | 12,8 | 13,3 | 16,8 | 21,2 | 18,5 | 23,8 | 25   | 27   | 31,5 | 36,8 | 31,365 | 46,11 |

Le nombre de touristes a chuté en 2016 à la suite d'attentats, jusqu'à atteindre le plus bas niveau depuis 22 ans, selon le ministère du tourisme turc. Suit une nouvelle période de progression avec une année 2018 record.

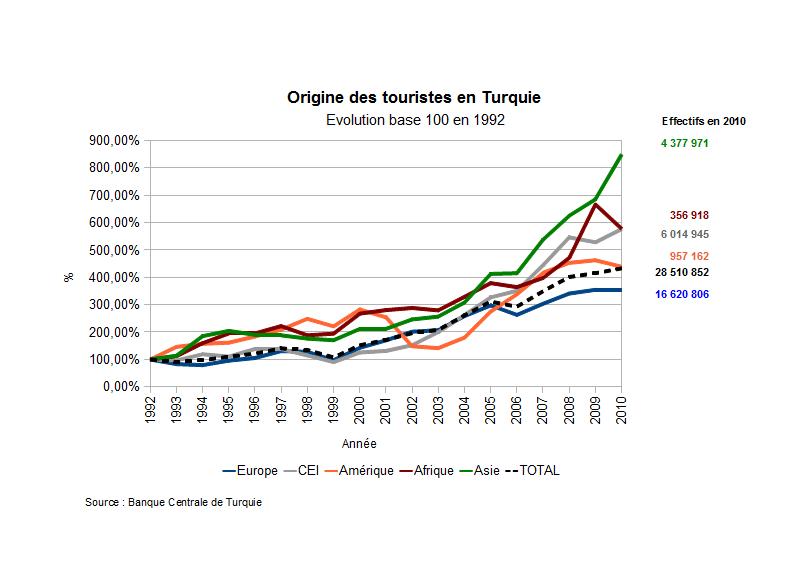